# Посёлок дома отдыха «Лужки»
Посёлок дома отдыха «Лужки» — населённый пункт в Рузском районе Московской области, входит в состав сельского поселения Ивановское. Население — 148 чел. (2010). До 2006 года посёлок входил в состав Ивановского сельского округа.
Посёлок расположен на северо-западе района, примерно в 11 километрах к северо-западу от города Рузы, на северном берегу Рузского водохранилища, у южной стороны шоссе 46К-9191 Волоколамск — Руза, высота центра над уровнем моря 188 м. Ближайший населённый пункт — посёлок Беляная Гора в 700 м севернее.

## Население
| 2002 | 2006 | 2010 |
| ---- | ---- | ---- |
| 134  | ↘129 | ↗148 |